# Népalais
Cette page contient des caractères d'alphasyllabaires indiens. En cas de problème, consultez Aide:Unicode.
Ne doit pas être confondu avec le nepalbhasha, autre langue aussi appelée néwari.
Le népalais ou népali (autonyme : नेपाली, nepālī) est une langue de la famille indo-iranienne parlée au Népal, en Inde et au Bhoutan. C'est la langue officielle du Népal.
En Inde, plus de deux millions de personnes ont pour langue maternelle le népalais qui est de ce fait une des langues administratives et est notamment la langue officielle de l'État du Sikkim ainsi qu'une des langues officielles additionnelles dans le district de Darjeeling (Bengale-Occidental). Le népalais s'écrit en devanagari, la même écriture que pour le hindi.
Elle est la langue maternelle de douze millions des Népalais (45 % de la population népalaise). Le népalais est parlé par un peu plus de 35 millions de personnes dans le monde. Le népalais a plusieurs noms : khaskura (« langue des Khas »), gorkhali ou gurkhali (« langue des Gurkhas »), népali (« langue du Népal »), et parbatiya, (« langue des montagnes »).
Le népalais est la plus orientale des langues pahari, un groupe de langues et dialectes parlés le long de l'Himalaya depuis l'est du Népal à travers les États indiens de l'Uttaranchal et du Himachal Pradesh.

## Écriture
Le népalais s’écrit avec l’écriture dévanagari. Historiquement, il a aussi été écrit en bhujimol.
L’ordre alphabétique est organisé selon les propriétés phonétiques des signes. Le ranjana a également été utilisé au Népal, cette écriture se retrouve toujours dans les temples de l'ensemble du monde bouddhiste.
| voyelle indépendante | voyelle dépendante | translittération | prononciation |
| -------------------- | ------------------ | ---------------- | ------------- |
| अ                    |                    | a                | /ʌ/           |
| आ                    | ा                   | ā                | /a/           |
| इ                    | ि                   | i                | /i/           |
| ई                    | ी                   | ī                | /i/           |
| उ                    | ु                   | u                | /u/           |
| ऊ                    | ू                   | ū                | /u/           |
| ऋ                    | ृ                   | ṛ                | ri            |
| ए                    | े                   | e                | /e/           |
| ऐ                    | ै                   | ai               | /e/           |
| ओ                    | ो                   | o                | /o/           |
| औ                    | ौ                   | au               | /o/, /au/     |

|            | consonne | translittération | prononciation |
| ---------- | -------- | ---------------- | ------------- |
| vélaire    | क        | ka               | /k/           |
| vélaire    | ख        | kha              | /kʰ/          |
| vélaire    | ग        | ga               | /ɡ/           |
| vélaire    | घ        | gha              | /ɡʱ/          |
| vélaire    | ङ        | ṅa               | /ŋ/           |
| palatale   | च        | ca               | /ts/          |
| palatale   | छ        | cha              | /tsʰ/         |
| palatale   | ज        | ja               | /dz/          |
| palatale   | झ        | jha              | /dzʱ/         |
| palatale   | ञ        | ñ                | /ɲ/           |
| rétroflexe | ट        | ṭa               | /ʈ/           |
| rétroflexe | ठ        | ṭha              | /ʈʰ/          |
| rétroflexe | ड        | ḍa               | /ɖ/           |
| rétroflexe | ढ        | ḍha              | /ɖʱ/          |
| rétroflexe | ण        | ṇa               | /ɳ/           |
| dentale    | त        | ta               | /t/           |
| dentale    | थ        | tha              | /tʰ/          |
| dentale    | द        | da               | /d/           |
| dentale    | ध        | dha              | /dʱ/          |
| dentale    | न        | na               | /n/           |
| labiale    | प        | pa               | /p/           |
| labiale    | फ        | pha              | /pʰ/          |
| labiale    | ब        | ba               | /b/           |
| labiale    | भ        | bha              | /bʱ/          |
| labiale    | म        | ma               | /m/           |

## Phonologie
|          | Antérieures | Centrales | Postérieures |
| -------- | ----------- | --------- | ------------ |
| Fermées  | i           |           | u            |
| Fermées  | ĩ           |           | ũ            |
| Moyennes | e           | ʌ         | o            |
| Moyennes | ẽ           | ʌ̃         |              |
| Ouvertes |             | a         |              |
| Ouvertes | ã           |           |              |

|                    | Labiales | Labiales | Dentales | Dentales | Alvéolaires | Alvéolaires | Rétroflexes | Rétroflexes | Alvéolo- palatales | Alvéolo- palatales | Vélaires | Vélaires | Glottales | Glottales |
| ------------------ | -------- | -------- | -------- | -------- | ----------- | ----------- | ----------- | ----------- | ------------------ | ------------------ | -------- | -------- | --------- | --------- |
| Occlusives         | p        | b        | t        | d        |             |             | ʈ           | ɖ           |                    |                    | k        | ɡ        |           |           |
| Occlusives         | pʰ       | bʱ       | tʰ       | dʱ       |             |             | ʈʰ          | ɖʱ          |                    |                    | kʰ       | ɡʱ       |           |           |
| Affriquées         |          |          |          |          | ts          | dz          |             |             |                    |                    |          |          |           |           |
| Affriquées         |          |          |          |          | tsʰ         | dzʱ         |             |             |                    |                    |          |          |           |           |
| Nasales            |          | m        |          | n        |             |             |             |             |                    |                    |          | ŋ        |           |           |
| Fricatives         |          |          |          |          | s           |             |             |             |                    |                    |          |          |           | ɦ         |
| Battues ou roulées |          |          |          |          |             | r           |             |             |                    |                    |          |          |           |           |
| Latérales          |          |          |          |          |             | l           |             |             |                    |                    |          |          |           |           |
| Spirantes          |          | (w)      |          |          |             |             |             |             |                    | (j)                |          |          |           |           |

## Grammaire
Le népalais est une langue SOV (sujet - objet - verbe).

## Exemples
Quelques exemples de phrases en népalais :
- नमस्ते Namaste — ce bonjour / au revoir hindou générique est souvent traduit en « je salue le divin en vous ».
- मेरो नाम ... हो Mero naam ... ho — Mon nom est...
- खाना खाने ठाउँ कहाँ छ? Khānā khāne Thaaun kahān chha? — Où puis-je trouver un endroit pour manger ?
- काठमाडौँ जाने बाटो धेरै लामो छ Kāṭhmāndaun jāne bāṭo dherai lāmo chha. — litt., « Katmandou aller route très longue est » — La route jusqu'à Katmandou est très longue.
- नेपालमा बनेको Nepālmā baneko — Fabriqué au Népal.
- म नेपाली हूँ Ma nepālī hū̃ — Je suis népalais.
- पुग्यो Pugyo — litt., « Ça a suffi » — Assez.